# Geôlage
Le geôlage est, au Moyen Âge et à la Renaissance une redevance pécuniaire due par chaque prison à son geôlier comme un loyer de sa prison.

## Explications
Le geôlage a été établi par les rois et les seigneurs pour éviter ainsi au geôlier les frais de leurs maisons de détention. Ils firent aussi des bénéfices en affermant les geôles. 
En 1424, une ordonnance, reproduite en 1485, donna un tarif lié à la condition et la fortune des personnes. 
Les geôliers pouvaient retenir le prisonnier à la fin de sa peine jusqu'au paiement de son geôlage. Henri II supprime cet abus en 1519 et cette décision est renouvelée en 1670 mais les tribunaux conservèrent aux créances des geôliers un privilège de premier ordre. 
Le fermage des geôles est aboli en 1724 sous Louis XV mais le geôlage est maintenu jusqu'à la Révolution.